# Katramorosto
Katramorosto är en kulle i Finland.   Den ligger i den ekonomiska regionen Norra Lappland och landskapet Lappland, i den norra delen av landet, 900 km norr om huvudstaden Helsingfors. Toppen på Katramorosto är 371 meter över havet.
Terrängen runt Katramorosto är huvudsakligen platt.  Trakten runt Katramorosto är nära nog obefolkad, med mindre än två invånare per kvadratkilometer. Det finns inga samhällen i närheten. 